# 江苏路街道 (上海市)
江苏路街道是中国上海市长宁区下辖的一个街道办事处，位于长宁区最东部，东到镇宁路接邻静安区的静安寺街道，北到武定西路接邻静安区的曹家渡街道，南到华山路接邻徐汇区的湖南路街道，西部界限为长宁路、安西路、武夷路等。面积1.52平方公里，户籍人口5.26万人，下辖13个居会。

## 主要建筑
江苏路街道的主要街道江苏路、愚园路、长宁路、武夷路、武定西路、延安西路，均为上海公共租界越界筑路，是花园洋房集中的街区，是愚园路历史文化风貌区的主体部分。较著名的近代建筑有中西女中（今上海市第三女子中学）、王伯群及汪精卫公馆（今长宁区少年宫）、西园公寓等。
江苏路、长宁路、延安西路（高架）等经过拓宽，已经形成上海市的交通干道。上海市轨道交通二号线经过该街道辖区，设有江苏路站。

## 行政区划
江苏路街道下辖歧山居委会、江苏居委会、万村居委会、南汪居委会、东浜居委会、愚三居委会、曹家堰居委会、西浜居委会、福世居委会、长新居委会、华山居委会、利西居委会、北汪居委会。